# Totable tornado observatory
Pour les articles homonymes, voir Toto.

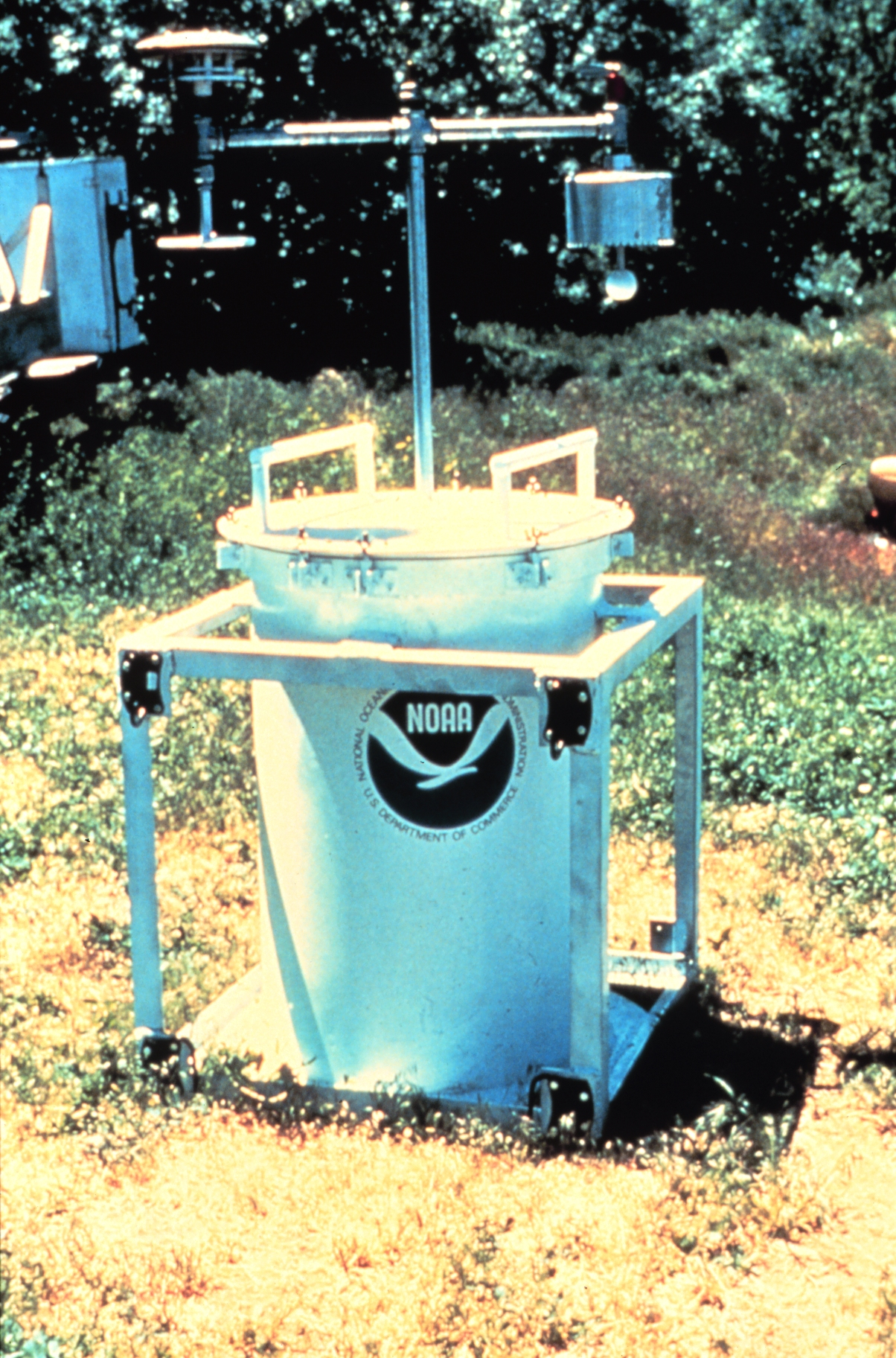
TOTO pris en photo durant une campagne de recherche

Le TOtable Tornado Observatory (TOTO), surnommé Toto en référence à Toto, le chien dans le film Le Magicien d'Oz, est un appareil météorologique utilisé durant les années 1980. En forme de baril et surmonté de divers instruments météorologiques, il a été développé par les docteurs Al Bedard et Carl Ramzy du laboratoire de technologie environnementale du National Oceanic and Atmospheric Administration (NOAA) en 1979. Il devait être placé directement dans la trajectoire d’une tornade afin d’en mesurer les paramètres de barométrie (pression atmosphérique locale), hygrométrie (humidité relative locale), et enfin anémométrie (vitesse, pression et direction des vents locaux).

## Description
TOTO pesait entre 110 et 140 kg. Sa base en forme de baril contenait une pile et des enregistreurs. Divers instruments situés au sommet (anémomètres, baromètres et hygromètres) prenaient la mesure des paramètres environnementaux. Finalement, une base en acier tubulaire attachée au baril servait à le stabiliser au sol.

## Déploiement
Il était transporté dans la benne d’un pick-up spécialement prévu à cet effet et dont le conducteur devait se placer dans la trajectoire prévue d’une tornade. Deux assistants défaisaient alors ses attaches, le descendaient grâce à une rampe puis le fixaient au sol pointant vers le nord. La mise en place devait se faire en environ trente secondes dans un endroit relativement plat hors-route, sans obstruction et loin de sources de débris comme des arbres ou des constructions.

## Utilisation
La première sortie de TOTO a été effectuée au printemps 1981, mais les chercheurs n’ont pas pu le mettre dans le chemin d’une tornade. Des essais infructueux ont été faits durant les années suivantes jusqu’à ce que le 29 avril 1984, Steve Smith et Lou Wicker du NSSL parviennent à le déployer en avant d’une tornade à Ardmore (Oklahoma). TOTO n’est pas entré dans la tornade elle-même mais a seulement été frôlé par celle-ci. Même si elle était d'une puissance assez faible, ses vents ont été assez forts pour renverser TOTO et les chercheurs se sont rendu compte que son centre de gravité était trop élevé.
TOTO a également été utilisé comme station météorologique mobile dans d’autres expériences sur les fronts de rafales et les orages non tornadiques. Une utilisation couronnée de plus de succès.

## Fin du programme
En 1987, le programme TOTO a pris fin devant les dangers encourus par le personnel et le peu de succès de sa mission. En effet, en plus du danger que représentait la manipulation de cet appareil devant une tornade en approche, le risque d’être foudroyé était important.
TOTO est maintenant au National Weather Center sur le campus de l’Université de l'Oklahoma  à Norman (Oklahoma) où l’on retrouve également le NSSL. TOTO a inspiré l’instrument appelé « Dorothy » dans le film Twister de 1996 ainsi qu’un projet de recherche dans le téléfilm Tornado!,.